# Siphonaria lateralis
Siphonaria lateralis es una especie de molusco gasterópodo marino pulmonado de la familia de Siphonariidae, las llamadas comúnmente falsas lapas o patelas.

## Distribución
Esta especie es endémica del Estrecho de Magallanes, la costa de la Patagonia, las Islas Malvinas, Georgias del Sur, Kerguelen y Macquerie. 

## Descripción de la concha
La concha es levemente oval, con bordes paralelos salvo por un ensanchamiento lateral a la derecha. Tiene un perfil bajo, con el ápice muy desplazado hacia la derecha visto desde arriba. La superficie es lisa, con excepción de costillas radiales finas.
La coloración externa es marrón amarillento claro, con el interior marrón oscuro en el centro del área. un caparazón aburrida luz de color marrón rojizo, con el interior más oscuro marrón más de la zona central.
La valva tiene un largo de hasta 16 mm, un ancho de 10,5 mm, y una altura promedio de 5,5 mm.

## Usos en el pasado por las poblaciones humanas
Si bien no fue una especie empleada por las poblaciones cazadoras recolectoras de la Patagonia en el pasado, se han encontrado algunos ejemplares en varios concheros de la costa de Santa Cruz. Su presencia en los mismos se interpreta como parte del acarreo no intencional al recolectar otras especies consumidas, como Nacella magellanica, Mytilus chilensis o Aulacomya atra. Como tal, se las denomina fauna acompañante.